# Nikolaj Kaulbars

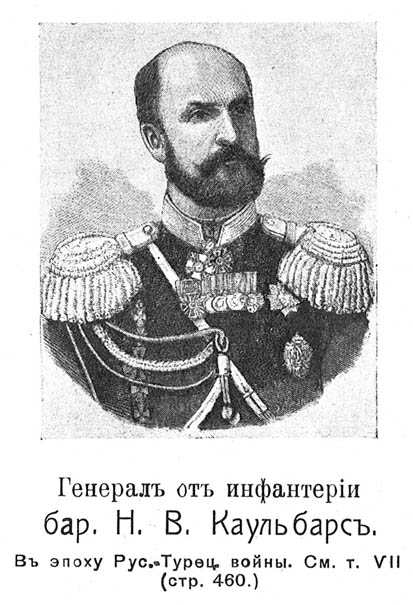
Nikolaj Kaulbars

Nikolaj Reinhold Fredrik Vasiljevitj (von) Kaulbars (ryska: Николай Васильевич Каульбарс), född 3 juni 1842 i Sankt Petersburg, död där 3 december 1905, var en rysk baron och general. Han tillhörde ätten von Kaulbars och var bror till Aleksandr Kaulbars.
Kaulbars blev 1868 generalstabsofficer, deltog i rysk-turkiska kriget samt blev 1881 militärattaché i Wien. På hösten 1883 sändes han till Bulgarien för att med anledning av de med furst Alexander utbrutna tvisterna reglera de därvarande ryska officerarnas ställning, om vilket man också enades i november samma år. 
Efter furst Alexanders abdikation sändes Kaulbars åter till Bulgarien i september 1886 som Rysslands diplomatiska representant. Hans mission, som officiellt gick ut på endast en undersökning av ställningen och en rådgivande verksamhet till krisens avhjälpande, innebar i själva verket en både öppen och hemlig agitation av hänsynslösaste slag mot det av furst Alexander insatta, men av Ryssland underkända regentskapet. Den misslyckades emellertid fullständigt, då bulgariska regeringen, litande på Österrikes och Storbritanniens stöd, inte lät skrämma sig av hans fordringar och lyckades nedslå de oroligheter, som utbröt den 20 november 1886 lämnade Kaulbars med hela den ryska konsulatspersonalen landet. Han blev 1889 generalstabschef i Warszawa, 1891 i Finland och 1899 ledamot av huvudstabens vetenskapliga utskott. Han gjorde sig även känd som författare till flera kartografiska och militära arbeten.